# Willy Huber
Willy Huber (Zürich, 17 december 1913 – Küsnacht, 19 augustus 1998) was een Zwitsers voetballer die speelde als doelman.

## Carrière
Huber speelde gedurende zijn carrière voor verscheidende clubs uit Zürich: FC Blue Stars Zürich, Grasshopper Club Zürich en FC Zürich. Met Grasshopper werd hij vier keer landskampioen en won hij zeven keer de beker. Hij maakte zijn debuut voor Zwitserland op 19 november 1933 tegen Duitsland, hij speelde 16 interlands voor zijn land. Zo was hij aanwezig op het WK 1934 in Italië en op het WK 1938 in Frankrijk.

## Erelijst
- Grasshopper Club Zürich
  - Nationalliga: 1937, 1939, 1942, 1943
  - Zwitserse voetbalbeker: 1934, 1937, 1938, 1940, 1941, 1942, 1943